# صالح وداوود الكويتي
صالح  (ولد في 1908 ومات في 1986) وداوود (ولد في 1910 ومات في 1976) الكويتي هما يهوديان من أصل عراقي ولدا في الكويت. وكانا موسيقيين اشتهرا في ثلاثينيات وأربعينات القرن العشرين بوضع ألحان لمغنيي تلك الفترة، بالإضافة إلى وضع العديد من المقدمات واللزمات الموسيقية. لقب صالح الكويتي بـ (أبو الموسيقى العراقية)، وهو أول من أسس الأغنية المأخوذة من المقام العراقي، كما لحن لأشهر مطربات ومطربي تلك الحقبة في العراق أمثال سليمة مراد، عفيفة إسكندر، داخل حسن، زهور حسين، منيرة الهوزوز.

## حياتهم
ولد صالح وداوود الكويتي في منطقة شرق في مدينة الكويت عامي 1908 و 1910 لأسرة يهودية من أصل عراقي، أبوهما عزرا بن يعقوب أرزوني وهو من مواليد شيراز انتقلت أسرته بعد ولادته من إيران إلى مدينة البصرة. في بداية القرن العشرين تزوج أبوهما وانتقل إلى الكويت، حيث ولدا هناك.
أبدى صالح وداوود شغفا بالموسيقى منذ الصغر، وتلقيا دروسا في العزف والغناء لدى الموسيقار الكويتي المعروف خالد البكر. في البداية تعلما الألحان الكويتية والبحرينية واليمانية والحجازية. وتعرفا على الموسيقى العراقية والمصرية بالاستماع إلى أسطوانات. وحين تقدما في العزف والغناء اشتركا في إحياء حفلات لدى المعارف والأقرباء والشيوخ والوجهاء في الكويت ثم في باقي أقطار الخليج.
وكان صالح الكويتي ماهرا في العزف على الكمان، واشتهرأاخوه داود بالعزف على العود. وفي عام 1927 رافقا المطرب الكويتي المعروف عبد اللطيف الكويتي إلى البصرة لتسجيل أسطوانات. نال الأخوين الإعجاب والتقدير في البصرة من مطربين عراقيين كبار، ومن العاملين في حقل الموسيقى والغناء. كما استغلا وجودهما هناك لتوسيع مداركهما في أصول المقام العراقي وتفرعاته.

## الانتقال للعراق
في عام 1929 قررا الانتقال نهائيا إلى بغداد حيث عملا كعازفين في ملهى الهلال، وهناك اقترحت المطربة العراقية المشهورة سليمة مراد على صالح الكويتي أن يحاول تلحين بعض الأغاني، فأخذ قطعا شعرية من الشاعر الغنائي المعروف عبد الكريم العلاف ولحّن في فترة قصيرة عدة أغاني منها قلبك صخر جلمود، هوّه البلاني، آه يا سليمة، ما حن عليّ، منك يا أسمر ، خدري الجاي خدري. ولقيت هذه الأغاني إقبالا منقطع النظير من قبل الجمهور، الأمر الذي شجع صالح الكويتي على إعطاء التلحين اهتمامه الأول، وفي عام 1932 كان لصالح الكويتي لقاء فني هام مع الموسيقار المصري الكبير محمد عبد الوهاب الذي زار بغداد لإحياء حفلات غنائية على (مسرح حديقة المعرض). وقد أبدى محمد عبد الوهاب في حينه اهتماما خاصا بالألحان العراقية ونقلها من صالح الكويتي بالنوتة في لقاءاتهما الليلية، وخاصة لحن اللامي الذي وسعه صالح الكويتي ولم يكن معروفا خارج العراق وقد استعمله عبد الوهاب فيما بعد في تلحين عدد من أغانيه .
- وفي 20 تشرين الثاني 1932 زارت بغداد سيدة الغناء العربي أم كلثوم، وأعجبت بأغنية قلبك صخر جلمود التي لحّنها صالح الكويتي للمطربة سليمة مراد. وقد غنّت أم كلثوم هذه الأغنية في حفلاتها بعد أن علمتها سليمة مراد اللحن والكلمات. وهذه هي المرة الوحيدة التي غنّت فيها أم كلثوم لملحن غير مصري.
- وحين أقيمت الإذاعة العراقية عام 1936 كلفت الحكومة صالح الكويتي بتشكيل فرقة الإذاعة الموسيقية. وقد عملت هذه الفرقة برئاسته إلى أن استقال عام 1944 وقد استمر في تقديم برامج خاصة في الإذاعة بعد استقالته.
- في عام 1947 وضع صالح الكويتي الموسيقى التصويرية لأول فيلم سينمائي عراقي – عليا وعصام – ولحّن جميع أغانيه التي أدتها بطلة الفيلم المطربة سليمة مراد.

## الانتقال إلى إسرائيل
- في عام 1951 وبحكم الظروف التي نشأت بسبب النزاع العربي الإسرائيلي وصدور قانون إسقاط الجنسية ترك الشقيقان صالح وداود الكويتي العراق، فكان ذلك بالنسبة لهما نهاية حقبة حافلة بإنتاج فني غزير، منحهما مكانة مرموقة في الأوساط العراقية الشعبية والرسمية على حد سواء.
- توفي داوود الكويتي في إسرائيل عام 1976 ، وتوفي صالح في عام 1986 وبقيت الأغاني والألحان تردد من قبل العراقيين حتى يومنا هذا.

## بعد وفاتهما
- قال المايسترو عبد الرزاق العزاوي في برنامج "الأغاني" الذي أذاعه تلفزيون "الحرة" العراقي عام 2005 : "إن صالح الكويتي يعتبر مؤسس الأغنية العراقية، وعلى الرغم من أنه بدأ في الثلاثينات، إلا أنه يعتبر المؤسس وواضع الأسس والقواعد للأغنية العراقية، والذين جاءوا بعده من الملحنين أخذوا على نهجه ومدرسته في التلحين والصياغات اللحنية والإيقاعيّة ، وقد كان أول من أسس الأغنية المأخوذة أساسا من المقام العراقي.
- قال الناقد الموسيقي عادل الهاشمي في نفس البرنامج: "يمكن القول أن صالح الكويتي هو من أعظم الملحنين الذين أنجبهم العراق في العصر الحديث، وأنا أشاطر العزاري فيما يتعلق بأنه منشىء الأغنية العراقية الحديثة.
- الفنان وخبير المقام العراقي حسين إسماعيل الأعظمي قال في كتابه «المقام العراقي إلى أين» إن الملاحظ في الأغاني التي لحّنها صالح الكويتي «تماسك البناء اللحني المستقى روحياً من الخزين التراثي المقامي.. واقتراب اللحن من التصوير المتقن لكلمات الأغنية ومعان»
في يوم 27 نوفمبر 2008 تمت إقامة حفل للاحتفال بذكرى ميلاده المئوي في جامعة لندن في مركز الدراسات الشرقية والأفريقية.